# Incisitermes banksi
Incisitermes banksi är en termitart som först beskrevs av John Otterbein Snyder 1920.  Incisitermes banksi ingår i släktet Incisitermes och familjen Kalotermitidae. Inga underarter finns listade i Catalogue of Life.